# Calesia leucostigma
Calesia leucostigma är en fjärilsart som beskrevs av Vincenz Kollar 1844. Calesia leucostigma ingår i släktet Calesia och familjen nattflyn. Inga underarter finns listade i Catalogue of Life.